# 카붐 (영화)
《카붐》(영어: Kaboom)은 2010년 개봉한 미국의 SF, 미스터리, 코미디 영화이다. 그레그 아라키가 감독과 각본을 맡았다. 칸 영화제 퀴어종려상 최초 수상작이다.

## 출연

### 주연
- 토마스 데커
- 주노 템플

### 조연
- 켈리 린치
- 제임스 듀발
- 헤일리 베넷
- 크리스 질카
- 앤디 피셔-프라이스
- 록산느 메스퀴다
- 제이슨 올리브
- 니콜 라리버테
- 브레넌 메지아
- 브랜디 푸치
- 카를로 멘데즈
- 크리스틴 뉴엔

## 기타
- 공동제작: 파블리나 하투피스
- 라인프로듀서: 파블리나 하투피스
- 협력프로듀서: 보 J. 겐놋
- 미술: 토드 프젤스테드
- 세트: 크리스틴 라이터로스키
- 배역: 제니 주에
- 배역: 조한나 레이